# Le Lac-d'Issarlès
 Le Lac-d'Issarlès  es una población y comuna francesa, ubicada en la región de Ródano-Alpes, departamento de Ardèche, en el distrito de Largentière y cantón de Coucouron.

## Demografía
| 304 | 253 | 284 | 290 | 261 | 253 |
| Para los censos de 1962 a 1999 la población legal corresponde a la población sin duplicidades (Fuente: INSEE [Consultar]) |     |     |     |     |     |